# Mestia
Mestia (gruzínsky მესტია), je horské městečko v severozápadní Gruzii a administrativní středisko okresu Mestia v kraji Samegrelo – Horní Svanetie v nadmořské výšce kolem 1 500 m.
Městem protéká řeka Mulchra (gruzínsky მულხრა, pravý přítok Inguri), do které se zprava vlévá říčka Mestiačala.

## Poloha
Mestia leží 128 km severovýchodně od krajského města Zugdidi. Spolu s 132 obcemi tvoří okres Mestia o rozloze 3 044 km² s 9 316 obyvateli (2014). Obyvatelé jsou převážně Svanové, kulturní a jazyková podskupina Gruzínů.
Historicky a etnograficky byla Mestia považována za hlavní město historické provincie Horní Svanetie. Dříve bylo známé pod názvem Seti (სეთი). Ačkoliv poměrně malé, bylo po staletí důležitým centrem gruzínské kultury a zachovalo se zde mnoho středověkých památek, jako kostelů a opevnění zapsaných na seznam světového dědictví UNESCO.

## Architektura a pozoruhodnosti
Městečku dominují obranné věže, jaké je možné vidět v Ušguli a dalších místech ("Svanetské věže"). Typické svanetské opevněné obydlí sestávalo z věže, sousedního domu (machub) a dalších staveb obklopených obrannou zdí.
Unikátní ikony a rukopisy spolu s fotografiemi města přes sto let starými jsou zachovány v historicko-etnograickém muzeu. Mestie je rovněž střediskem horské turistiky a alpinismu. Je zde muzeum v domě významného gruzínského a ruského horolezce Michaila Chergianiho.

## Hospodářství a infrastruktura
V Mestii je od roku 2010 v provozu letiště královny Tamary provozované státní leteckou společností United Airports Georgia.

## Galerie

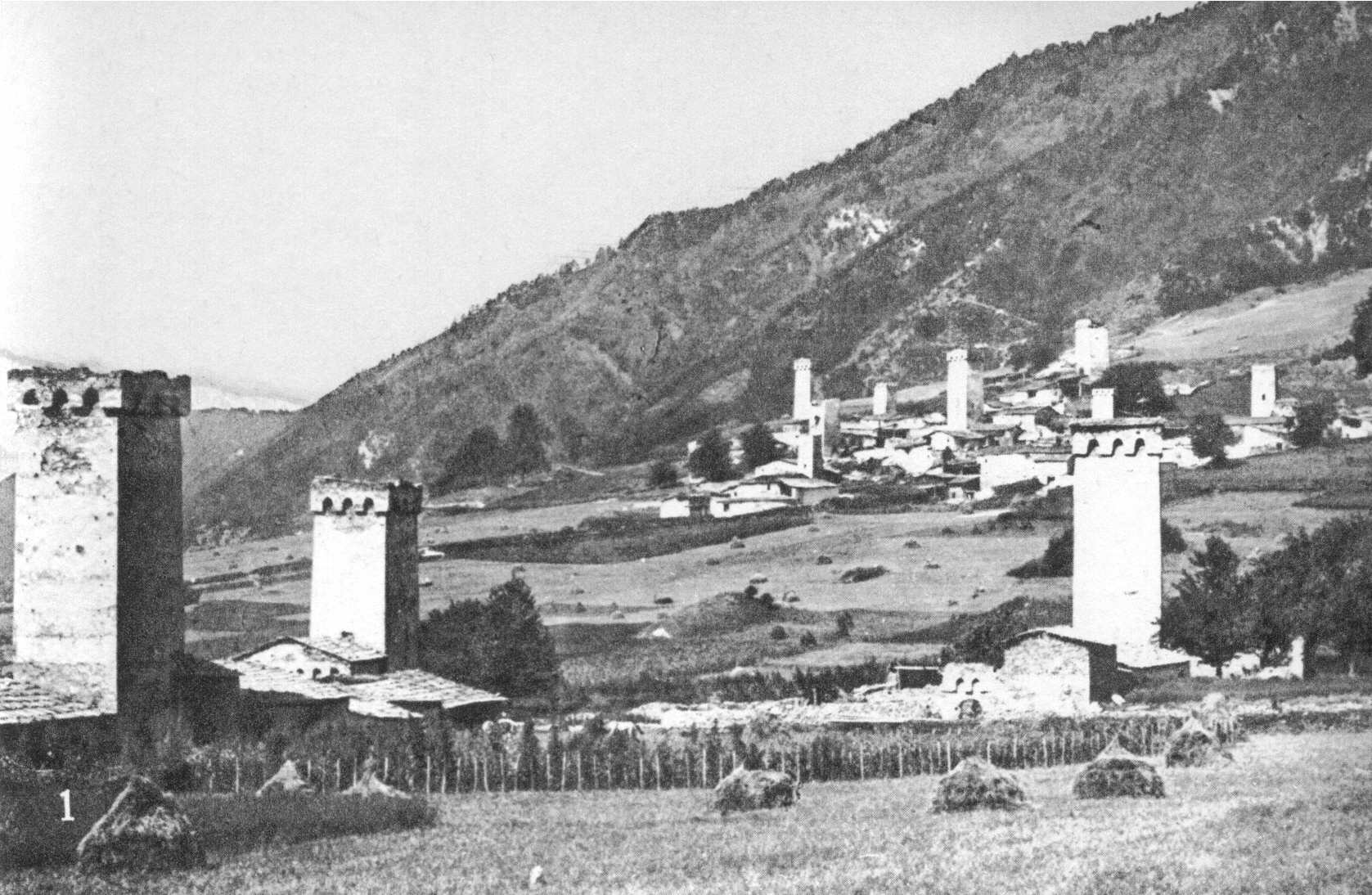
Foto Mestie z roku 1890
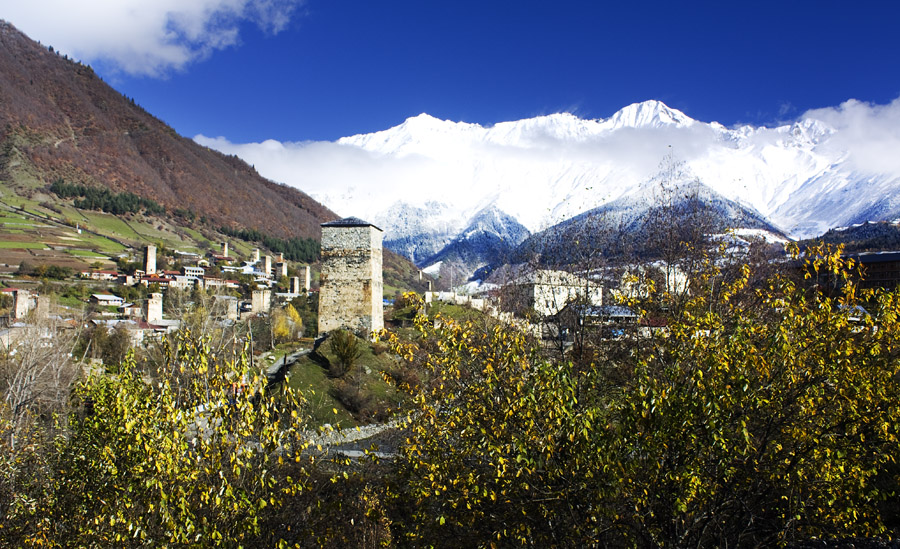
Mestia na podzim
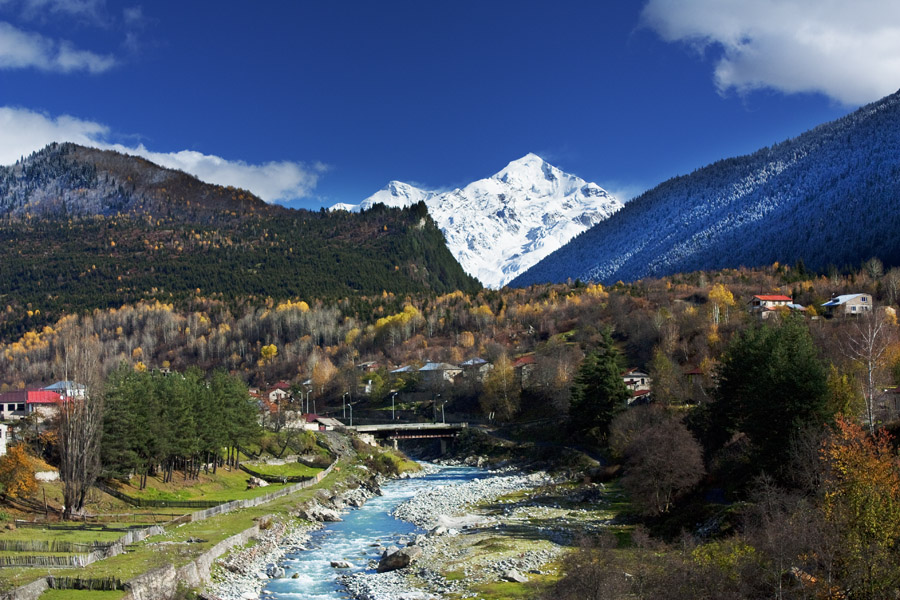
Mestia na podzim
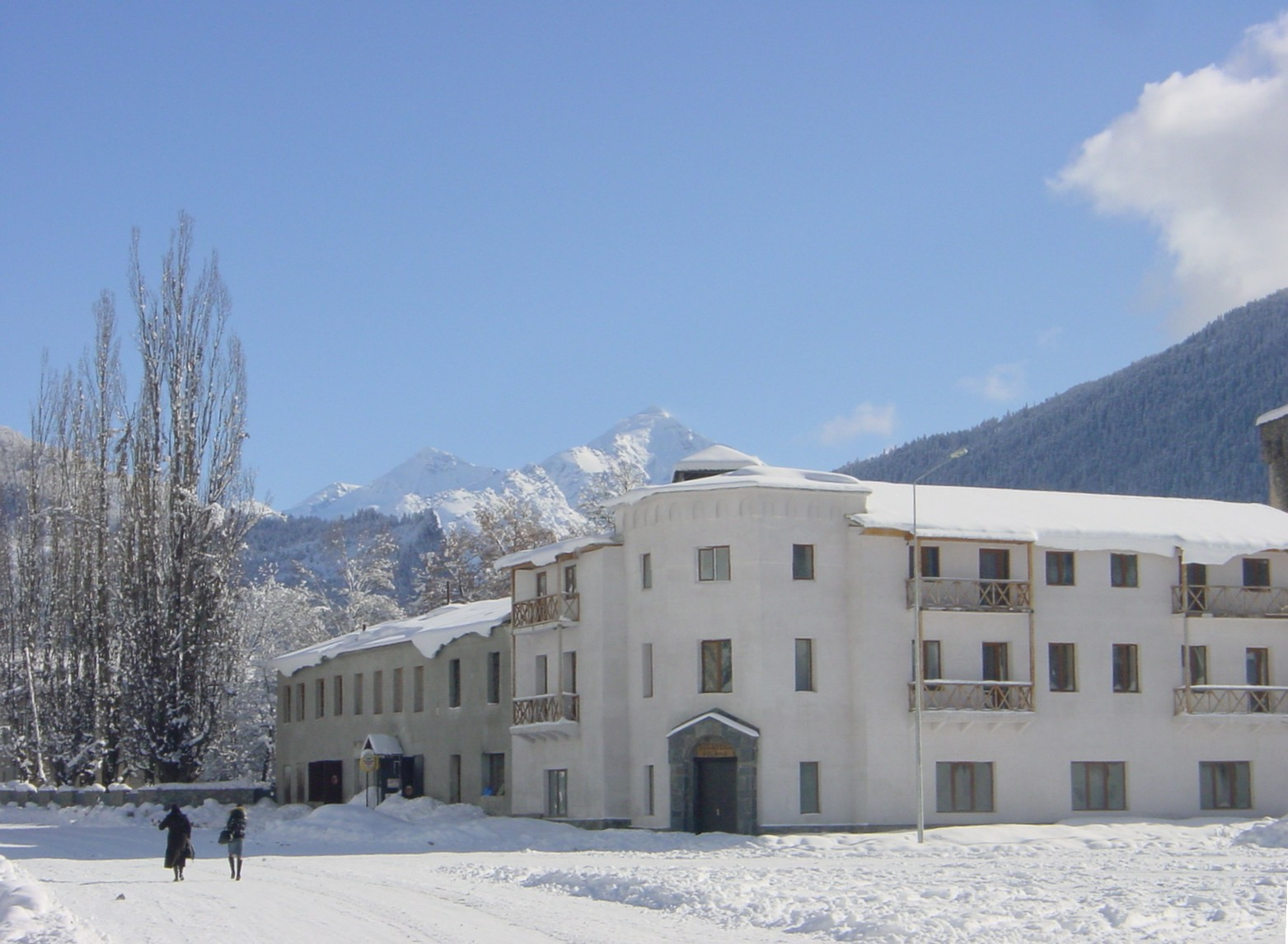
Hotel a náměstí
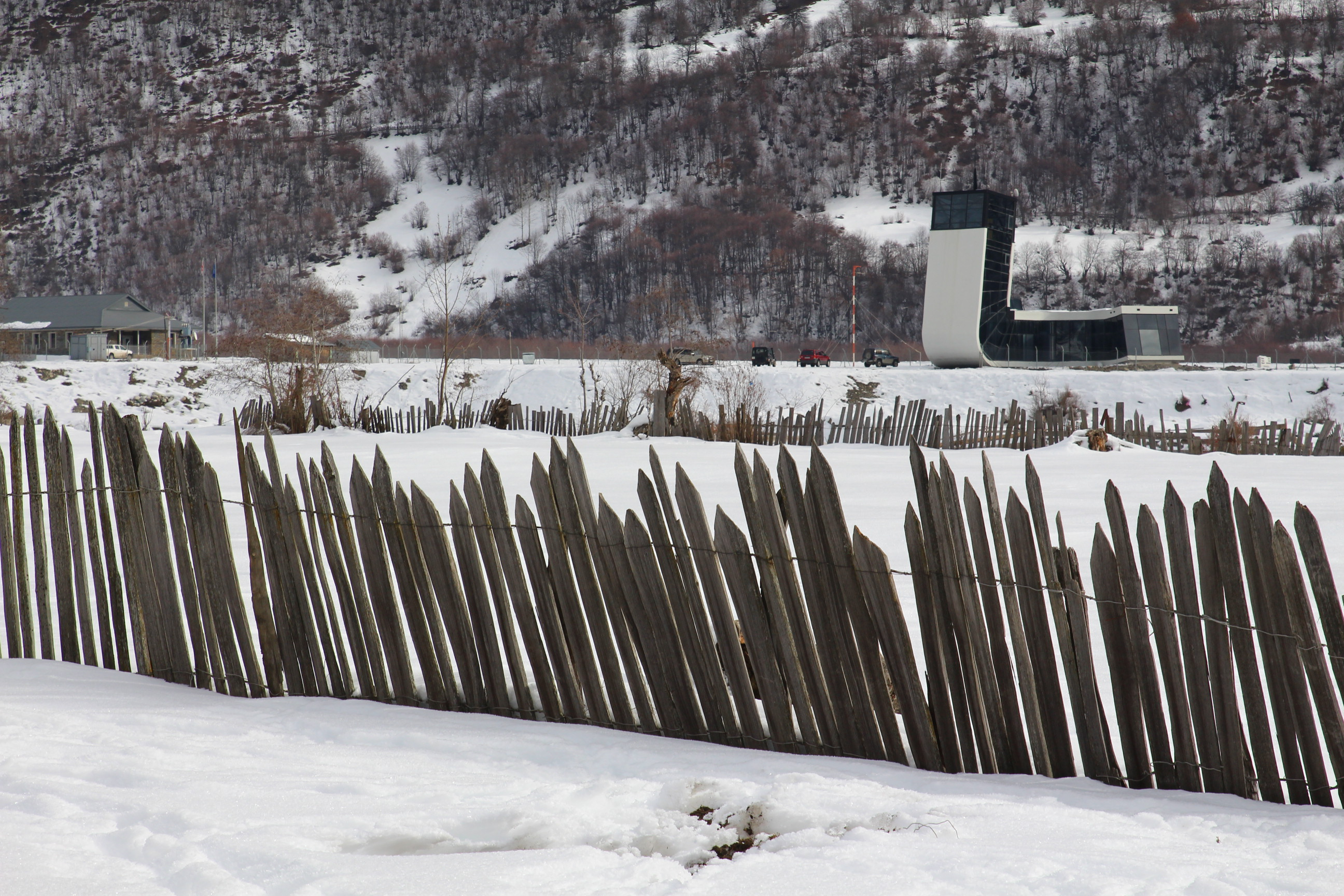
Letiště
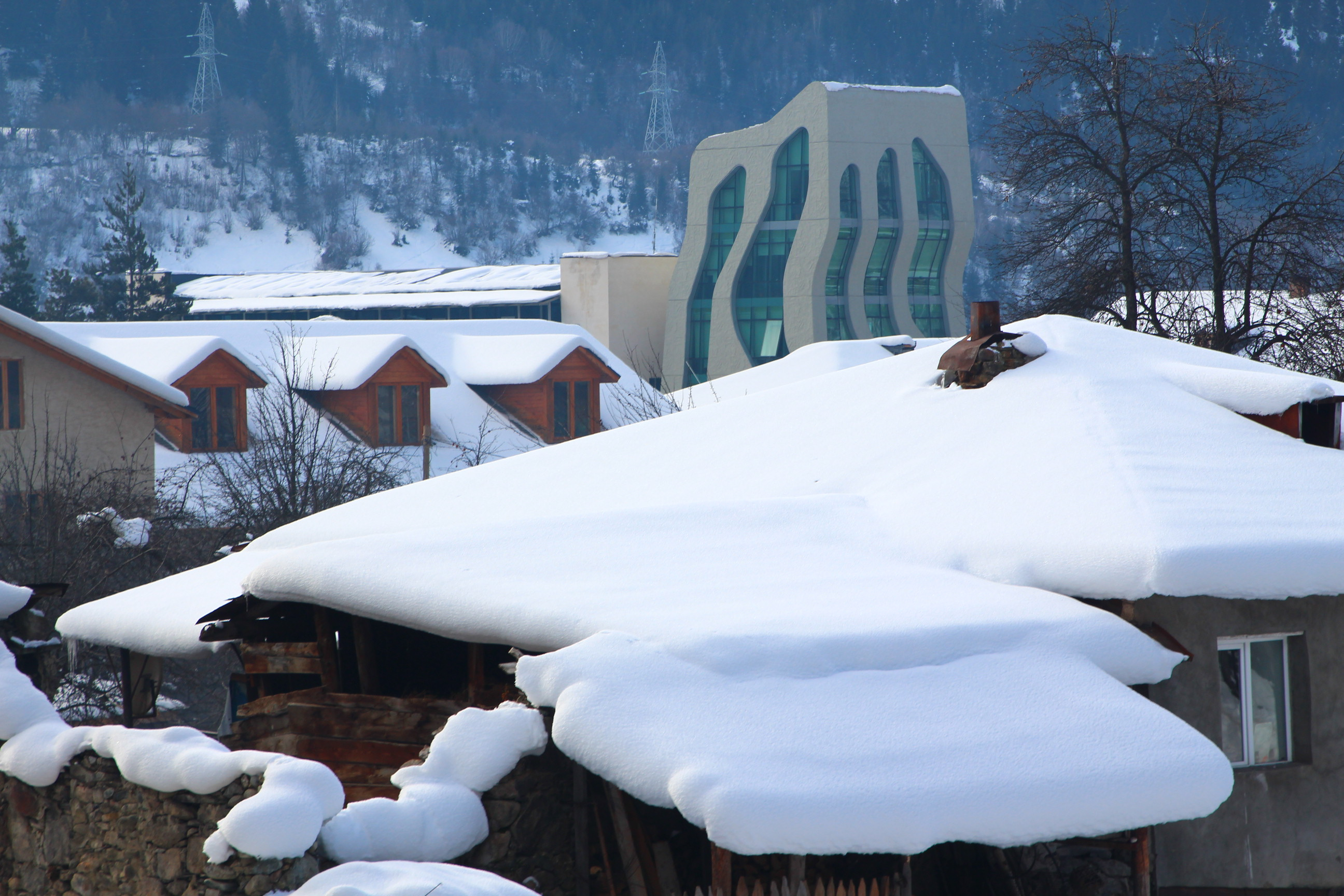
Mestia v zimě

## Partnerská města
- San Gimignano, Itálie

## Osobnosti
- Michail Chergiani (horolezec, mistr sportu, mistr SSSR)
- Nestor Chergiani (judista, mistr Evropy, olympionik)